# Хусенил Мухаммад афанди
Шейх Хусенил Мухаммад-афанди, — авар. Гӏуриса Хӏусенил Мухӏаммад афанди, (1862—1967), Уриб, Дагестан — учёный шафиитского мазхаба, духовный наставник, муршид.

## Биография
По национальности — аварец. Родился в 1862 году в селении Уриб, Шамильского района, республики Дагестан. Исламский учёный, богослов, духовный лидер мусульман Дагестана, суфийский Шейх Накшбандийского и Шазалийского тарикатов.
Его духовными учительями были: Шейх Адуррахман Хаджи [ум. 1909 г.], Шейх Сайфуллах Афанди [ум. 1919г], Шейх Хасан Афанди [ум. 1937г], Шейх Хумайд Афанди [ум. 1952 г.]. У него было пять дочерей: Марьям, Загидат, Патимат, Хаписат и Умакусум и один сын Мухаммад. С 1944—1957 годы когда село Уриб было переселено в Чечню, Шейх Мухаммад Афанди жил в селении Гоготль. Около 20 лет Шейх Мухаммад Афанди проработал муэдзином и имамом в селе Верхнее Казанище Буйнакского района, РД.
30 лет он скрывал ижаза-разрешение на наставничество данное ему Хасаном Афанди ещё в 1920 г.
В 1950 году он получил повторное разрешение-ижаза и повеление от Хумайда Афанди на наставничество.
Его маъзунами являются: Шейх Мухаммад-Ариф Афанди из Кахиба, Шейх Абдулхамид Афанди из Инхо и Шейх Хамзат Афанди из Тляха.
Умер Шейх Хусенил Мухаммад Афанди в 1967 году и похоронен в селении Уриб Шамильского района, где находится его зиярат и медресе.
В Мае 2011 года в Махачкале открылась джума-мечеть имени Хусенил Мухаммада Афанди. В состоявшемся в Июле 2011 собрании алимов Дагестана в селении Гоготль Шамильского района было решено построит медресе имени Шейха Хусенил Мухаммада в этом селении.

## Публикации
Книги и статьи Шейха Хусенил Мухаммада Афанди переведены на многие языки мира, в том числе и на русский.

### Книги нааварскомязыке
- Назмаби